# In silico

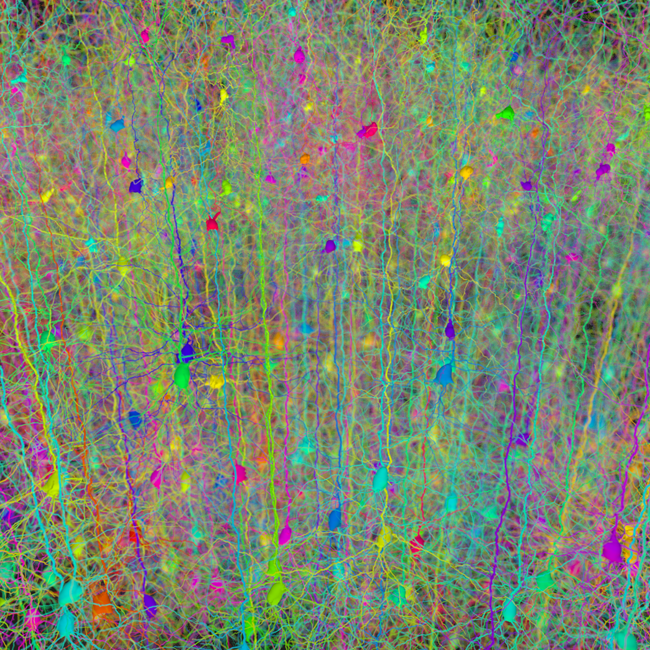
Szintetikus piramisejt-dendritek in silico növesztve Cajal neuronelágazási szabályainak felhasználásával

Az in silico (latin, „szilíciumban”, azaz: „a gépben”) kifejezés arra a technikára utal, amikor egy kísérletet számítógépes szimulációval hajtanak végre. A kifejezést 1989-ben alkották meg a biológiában (lásd még: rendszerbiológia) elterjedt in vivo, in vitro és in situ (az élő szervezetben, az élő szervezeten kívül, illetve a természetben végzett kísérletekre utaló) kifejezések analógiájára.

## Gyógyszerek felfedezése virtuális szűréssel
Az orvostudományban alkalmazott in silico kutatásokról azt gondolják, eséllyel felgyorsíthatják az új gyógyszerek felfedezését, egyben lecsökkentve az igényt a drága laboratóriumi és klinikai kutatásokra. Ennek egyik módja a gyógyszerjelöltek hatékonyabb kiválasztása és megszűrése. 2010-ben például az EADock fehérjedokkoló algoritmus (lásd Fehérje-ligandum dokkolás) segítségével a kutatók in silico találtak meg egy rákos viselkedéssel kapcsolatos enzim potenciális gátlóit. Később a megtalált molekulák ötven százalékáról in vitro is bebizonyosodott az aktív inhibitor hatás. A megközelítés eltér a nagy áteresztőképességű szűrést (HTS) használó robotizált laboratóriumokétól, ahol naponta több ezer különböző vegyületet tesztelnek fizikailag, miközben a jelölt vegyületek kevesebb mint 1%-a esélyes arra, hogy további tesztfázisokba kerülhessen (lásd: gyógyszerkutatás).

## Sejtmodellek
Erőfeszítések történtek a sejtek viselkedésének számítógépes modellezésére. 2007-ben például kutatók megalkották a gümőkór in silico modelljét, hogy elősegítsék a gyógymódok fejlesztését. Az in silico modellben a valós idejűnél gyorsabban szimulálható a betegség kifejlődése (hónapok helyett akár percek alatt). Más modellek egy-egy sejti folyamatra koncentrálnak, például a Caulobacter crescentus növekedési ciklusára.
Az eddigi próbálkozások során nem sikerült létrehozni egy sejt teljes viselkedésének pontos, előre jelző erővel bíró számítógépes modelljét. A modelleket korlátozzák a molekuláris dinamika és a sejtbiológia még feltáratlan területei, valamint az is, hogy a számítási kapacitás véges volta miatt a modellező szoftverekben kénytelenek olyan egyszerűsítő előfeltevésekkel élni, melyik korlátozzák a jelenlegi in silico modellek hasznosságát.

## Genetika
A DNS-szekvenálás során meghatározott nukleinsavsorrend szekvencia-adatbázisban tárolható, analizálható, digitálisan megváltoztatható és/vagy sablonként használható új DNS létrehozására (mesterséges génszintézis).

## Egyéb példák
In silico számítógép-alapú modellezési technikákat használtak már:
- Prokarióta és eukarióta gazdaszervezetek (E. coli, B. subtilis, élesztő, CHO- vagy emberi sejtvonalak) teljes sejtjeinek elemzésére
- Biológiai fermentációs eljárás fejlesztésére és optimalizálására
- Különböző adatforrások (pl. genom, transzkriptom, proteom) heterológ adatainak analízisére, értelmezésére és vizualizációjára
- Fehérjetervezésre. Egy sikeres, akadémiai használatra ingyenes és aktív fejlesztés alatt álló példa a RosettaDesign szoftvercsomag.[5][6][7][8] A RosettaDesign a weben elérhető.[9]

## Története
Az in silico kifejezést nyilvánosan először 1989-ben használták egy Los Alamos-i workshopon, melynek címe „Cellular Automata: Theory and Applications” volt. Pedro Miramontes mexikói matematikus adott elő "DNA and RNA Physicochemical Constraints, Cellular Automata and Molecular Evolution" tárgyban. Beszédében Miramontes az „in silico” kifejezéssel utalt arra, hogy a biológiai kísérletek teljes egészében a számítógépen belül zajlottak. Az előadás később visszaköszönt Miramontes doktori disszertációjában is.
Az in silico kifejezés előfordult az Európai Bizottság bakteriális genomszoftverek írásának támogatására készült műszaki dokumentációkban (white paper-ekben) is. Az első hivatkozott dokumentumot, amiben az „in silico” előfordult, 1991-ben írta egy francia csoport. Az első könyvfejezetet, amiben a kifejezés előfordulHans B. Sieburg írta 1990-ben, és a komplex rendszerekről tartott nyári iskolában prezentálta a Santa Fe Intézetben.
Az „in silico” kifejezést eredetileg nem használták általánosan a számítógépben végzett művetekre, hanem specifikusan a természettudományos vagy laboratóriumi folyamatok számítógépes szimulációjára utaltak vele.

### In silicovagyin silicio
Az in silico kifejezésnél nyelvtanilag helyesebb lett volna az in silicio. Az általános latin nyelvtudás háttérbe szorulásával azonban az „in silico” sem hat furcsán, és rímel az elterjedt „in vivo” és „in vitro” kifejezésekre. Mostanra a helytelenül képzett alak már teljesen elterjedt, még egy szakfolyóirat nevében is szerepel (In Silico Biology: http://www.bioinfo.de/isb/).